# ورقة 20 دولار أسترالي
ورقة 20 دولار أسترالي أصدر عندما غيرت أستراليا عملتها من الجنيه الأسترالي إلى الدولار الأسترالي في 14 فبراير 1966. أصدرت الورقة ثلاث مرات أولها ورقية ذات تدرج لوني من اللون الأصفر والأحمر ثم أصبحت ورقة بوليمر لونها الأحمر البرتقالي أصدرت في 31 أكتوبر 1994 ثم أصدرت مرة أخرى في 9 أكتوبر 2019.
اعتبارًا من يونيو 2017 تم تداول 164 مليون ورقة 20 دولار نقدية نقدية أي 11% من إجمالي الأوراق النقدية المتداولة؛ بقيمة 3,286 مليون دولار، أي 4% من القيمة الإجمالية لجميع الفئات.

## التصميم
ظهر على وجه أول ورقة 20 دولار صورة السير تشارلز إدوارد كينغسفورد وبجانبه خمس منحنى ليساجو، وعلى الظهر لورانس هارجريف ورسوماته للطائرات الورقية وتصميمات دوك سترايك.
ظهر على وجه ورقة البوليمر الحمراء البرتقالية ماري ريبي ومبنى استعماري مبكر وسفينة شراعية تحمل توقيعها. وعلى الظهر جون فلين (مؤسس شركة Frontier Services) وطائرة De Havilland DH.50 ثنائية السطح في تمثيل pedal wireless التي اخترعها ألفريد هيرمان ترايجر، أما الرجل الذي على الجمل فهو كوليدج هارلاند المبشر لسكان أستراليا الأصليين. صمم الورقة جاري إيمري.
تصميم ورقة سلسلة الجيل القادم المصدرة في 9 أكتوبر 2019 هو نفس تصميم الإصدار السابق ولكن أضيف إليها ميزات أمنية جديدة. ينصر الفرق بين التصميمن بإضافة تصوير دي هافيلاند دراغون رابيد وهو يقلع من منزل بعيد في بروكن هيل.